# Argyropasta
Argyropasta là một chi bướm đêm thuộc họ Noctuidae.